# Илим-Гора
Или́м-Гора́ — село в Неверкинском районе Пензенской области, административный центр и единственный населенный пункт Илим-Горского сельсовета.
Население — 479 (2021).

## История
Село основано в конце XVII века:

После сооружения Пензенско-Сызранской укрепленной линии (70—80-е годы XVII века) на ее полосу были переведены, в числе мелких служилых людей разных национальностей, и служилые чуваши. Ими были основаны деревни <...> Илим-Гора и Бик-Мурзино (ныне в Неверкинском районе Пензенской области). От этих деревень выделилось много выселков. Так, в Неверкинском районе две указанные деревни образовали восемь дочерних селений (Неверкино, Каменный Овраг, Черталей, Алешкино, Илюшкино, Криволучье, Старая Андреевка, Сосновый Овраг).— Чувашские исторические предания:231
В Списке населённых мест Российской империи по сведениям за 1859 год упоминается как казённая деревня Хвалынского уезда Саратовской губернии, расположенная при речке Илим, по тракту из города Хвалынска в квартиру второго стана и в Кузнецкий уезд, на расстоянии 85 вёрст от уездного города. В населённом пункте насчитывался 91 двор, проживали 308 мужчин и 343 женщины.
Согласно переписи 1897 года в Илим-Горе проживали 899 жителей (455 мужчины и 444 женщины), православные.
По состоянию на начало XX века жители были прихожанами Архангельской церкви села Мордовский Шмалак Хвалынского уезда Саратовской губернии (ныне в Ульяновской области) (церковь деревянная, с деревянной часовней, построена в 1904 году на средства прихожан, однопрестольная, во имя Архистратига Михаила).
Согласно Списку населённых мест Саратовской губернии 1914 года село Илим-Гора относилось к Старо-Чирковской волости, в селе проживали преимущественно бывшие государственные крестьяне, чуваши, составлявшие одно сельское общество, к которому относилось 198 дворов, в которых проживали 570 мужчин и 580 женщин, всего 1150 жителей. В населённом пункте имелась церковно-приходская школа.

## География
Село находится в пределах Приволжской возвышенности, являющейся частью Восточно-Европейской равнины, преимущественно по левому берегу реки Илим, на высоте около 260 метров над уровнем моря. Рельеф местности холмистый. Почвы — чернозёмы.
Село расположено примерно в 13 км по прямой в восточном направлении от районного центра села Неверкино. По автомобильным дорогам расстояние до районного центра составляет 18 км, до областного центра города Пензы — около 170 км.
Часовой пояс
Илим-Гора, как и вся Пензенская область, находится в часовой зоне МСК (московское время). Смещение применяемого времени относительно UTC составляет +3:00.

## Население
| 1750 | 1859 | 1911  | 1926  | 1939 | 1959 | 1979 |
| ---- | ---- | ----- | ----- | ---- | ---- | ---- |
| 270  | ↗651 | ↗1000 | ↗1205 | ↘967 | ↘831 | ↘813 |
| 1996 | 2004 | 2010  | 2012  | 2013 | 2014 | 2015 |
| ↘670 | ↗672 | ↘611  | ↘603  | ↘594 | ↘582 | ↘562 |
| 2016 | 2017 | 2018  | 2021  |      |      |      |
| ↘551 | ↘541 | ↘539  | ↘479  |      |      |      |

По данным Всероссийской переписи населения 2002 года в селе проживали 670 человек, преобладающая национальность — чуваши (96 %).

## Уроженцы
- Данилов Александр Максимович[чуваш.] (р. 1938, Илим-Гора, Неверкинский район, Пензенская область) — математик, доктор технических наук, профессор (1990). Занимается системным анализом и управлением в технических системах, идентификацией динамических систем, управлением в пространстве, оптимизацией структуры и свойств строительных материалов и др. Заслуженный работник высшей школы Российской Федерации (1998). Награждён золотой медалью Российской академии архитектуры и строительных наук (2004)[22].